# Historia misionera en Honduras
La obra misionera comienza con el ministerio de Jesús en el año 30 de N. E. los discípulos ya estaban compenetrados en las enseñanzas del pescador de hombres, el Nuevo Testamento relata los caminos que siguieron esos discípulos en la Eurasia del siglo I, los más mencionados fueron Pedro, Pablo, Santiago, de los demás los evangelios no hacen mención alguna de sus viajes. Pedro y Pablo fueron los encargados de introducir el protocristianismo en el Imperio Romano, las consecuencias para estos iniciadores fue lamentable, debido a que los romanos brindaban culto a las deidades paganas pero, aun así el cristianismo fue ganando adeptos a partir del siglo II en adelante, posicionándose en una de las más pobladas ganándole al mismo Judaísmo, aunque en el mismo tiempo, la Asia oriental se ofrecía rituales al Budismo, Sintoísmo, Bramanismo, Hinduismo, Taoísmo  y en apogeo el Islam. Europa cayo rendida ante la nueva ola religiosa, el cristianismo; se cambiaron cultos paganos por cristianos en el calendario romano y latino, se empezó a ofrecer ritos al Dios padre de Jesucristo, se fundaron catedrales, más tarde en el siglo XIV apareció la Reforma de la mano de Martín Lutero quien el 31 de octubre de 1517 expuso su 95 Tesis y misma que clavo en la puerta de la catedral de Wittenber. De allí Calvino, Johan Andreas, comenzaron su guerra protestante contra el cristianismo convencional, particularmente otros reinos europeos como Inglaterra que siendo reinada por Enrique VIII se separó de la Iglesia Católica y funda la Iglesia Anglicana, en contraposición del ultra católico Reino de España y de sus posesiones coloniales alrededor del mundo. Tanto cristianos católicos como protestantes iniciaron una guerra ideológica por añadir adeptos, unos llamando a otros de anticristos y los otros devolviendo la palabra llamándose de falsos profetas. Desde el siglo I, se menciona la segunda venida de Cristo para el año 1000, cosa que no sucedió, pero sí ocurrió la ocupación de los lugares santos por los musulmanes; una vez pactada la tregua los creyentes del Mesías profetizaron una segunda venida y un fin del mundo retardándola para el siglo XX, para lo cual debe la humanidad estar preparados.

## Misionero
Es aquella persona cuyo objetivo principal es el anuncio del evangelio mediante obras y palabras entre aquellos que no creen. No se puede negar que la primera gran obra misionera y evangelizadora del cristianismo a nivel mundial fue la iglesia católica desde el siglo II, ella fue quien difundió la fe hacia Jesús, el bautismo, la Biblia –primeramente en latín-, fueron sus sacerdotes que defendieron armados –Caballeros del Temple, Caballeros hospitalarios, etc.- quienes defendieron esa propagación en Jerusalén, en el próximo oriente y en el Mar Mediterráneo. Tampoco se puede negar que su hermetismo y ortodoxia dieron lugar a la gran Reforma europea; que junto a ella, se trae el cristianismo protestante más cercano al pueblo, a diferencia de la católica que con la implantación del Tribunal de la Inquisición vio opacada aquella primera obra de bondad y esperanza, como la enseñada por el maestro carpintero.

## Antecedente en Honduras
Tras el arribo de los españoles a América, los conquistadores celebraron la primera misa en suelo americano, en Trujillo el 14 de agosto de 1502; los conquistadores se vieron obligados a llevar en sus viajes a frailes y misioneros católicos, debido a que habían encontrado; tanto resistencia de los habitantes de las Nuevas Indias, como que celebraban ofrendas a deidades de la naturaleza o realizados en piedras o maderas. Los reyes católicos al recibir texto del pontífice Alejandro VI –español- de que las tierras encontradas fueran pertenencia de la Corona Española, además incitaron a que aquellos habitantes fueran evangelizados, mediante el catolicismo-cristianismo. La Iglesia en Roma tuvo que decretar que los indios también tenían alma, ante las dudas de los colonizadores. Equivocadamente se ha dicho, que la religión y las costumbres de la Honduras Precolombina no eran de índole satánica como las de los enemigos sitiadores -Aztecas, Mayas, Pipiles, etc. Aparte del cristianismo, con los conquistadores vienen muchos judíos no cristianizados y legalmente expulsados de la península ibérica por los reyes católicos.

## SigloXVI
En lo que atañe al territorio conocido como Honduras, jurisdicción de la Nueva España, sus habitantes empezaron a sentir el cambio cultural y religioso en carne propia.
1521. Llegan a la Provincia de Honduras los primeros frailes franciscanos.
1538 Es nombrado Obispo de Comayagua el fraile Cristóbal de Pedraza quien se establece en Trujillo; el 1 de mayo de 1547 el obispo Pedraza envía nota a su Majestad el rey de España, denunciando los atropellos causados por los funcionarios españoles contra los indios… Pedraza relata entre otras cosas: "...solicitud de auxilio religioso para el mejor gobierno espiritual y protección de los naturales…los malos tratamientos y destruimientos que los gobernadores pasados hicieron en esta ciudad -Trujillo- y en los términos de ella, así por Diego López Salcedo y el contador -Andrés de Cereceda– Dios los perdone- sacando de esta tierra barcadas de indios y enviándolos en navíos y carabelas a vender a la ciudad de Santo Domingo, Cuba y San Juan de Puerto Rico y Jamaica, como esclavos, siendo libres…”
1548 Llegada de los primeros frailes mercedarianos (Orden de la Merced), para empezar las tareas de la evangelización y bautizo de los amerindios y construcción de templos.
1555 El obispo Pedraza es sustituido por Jerónimo de Corella, quien escogió el pueblo de Nueva Valladolid (ahora Comayagua) como su sede, debido a su ubicación geográfica central en el interior del país, su relativa seguridad a los ataques de piratas y al clima favorable.
1561 La Diócesis de Comayagua es establecida bajo la jerarquía de la Diócesis de Santiago de Guatemala. 
22 de enero de 1561, el protestante Martín de Montesdeoca, su hermana Marina y su sobrina Leonor. Fleta en España la nao “Nuestra Señora de la Antigua” y su destino es Honduras, quedando así registrados en los libros de viajeros a las Indias, un tiempo después de Honduras, Montesdeoca y su familia pasaron a Guatemala, debido a problemas económicos.
1568 El Santo Tribunal de La Inquisición, se establece en las colonias americanas, teniendo sus temidas sedes en México y Perú.
1571 Con la lucha contra el reformismo, se establece la sede de la Santa Inquisición en Nueva España, con sede en Guatemala, en la Provincia de Honduras, su sede se encontraba en Comayagua.
1574 los franciscanos llegan a Honduras y se establecen en tres conventos Comayagua, Agalteca y Nacaome. Los misioneros, además de instruir a los indígenas en técnicas agrícolas, enseñaban a los hombres a leer y a las mujeres a coser, lavar, cocinar y servir en los demás oficios comunes de las casas.

## SigloXVII
1603 los frailes franciscanos Esteban Verdalet y Juan de Monteagudo, intentaron evangelizar la Mosquitía, bajaron la cuenca del río Coco, pero al ser abandonados por los tres indios guías e intérpretes, regresaron a Comayagua. En 1606 Verdelet solicitó financiamiento al rey para evangelizar La Mosquitia, aprobada el 7 de diciembre de 1607, el Supremo Consejo le autorizó la conquista y evangelización espiritual, los costos saldrían de la Real Audiencia, en 1609 Verdelete y Monteagudo, acompañados de Juan de Vaide y Andrés Marcuellos, iniciaron la evangelización de los Sumos, protegidos por soldados al mando del capitán Alonso Daza. Más allá del río Guayape, los misioneros fundaron un poblado en 1610 con indios Lencas, Tawahkas y Nahuas. Los Tawahkas no contestos con este plan de amistad entre etnias, decidieron atacar e incendiar el poblado, no hubo bajas ni españolas, ni indias. Al año siguiente 1611 Verdelete y veinticinco soldados al mando siempre del capitán Daza, iniciaron la segunda evangelización, se capturó –por así decirlo- a doscientos indios Tawahkas y los colocaron en un reducto, con el fin de cambiar su aptitud hostil, un jefe indio abofeteo a un soldado que lo dejó amarrado a un árbol sin decirle nada al capitán Daza ni a los frailes. Los Tawahkas lo encontraron días después, muerto y juraron vengarse de los extranjeros, la noche del 16 de enero de 1612, enfurecidos Tawahkas atacaron en una emboscada a los frailes y soldados, les dieron muerte y se los comieron, de ese suceso sólo escaparon algunos soldados despavoridos quienes informaron de los hechos.
1660 El obispo de Honduras Juan Modesto Merlo de la Fuente (1650 a 1665), en Trujillo, convierte la Casa de los Pobres, en el Hospital de la Resurrección –primer centro hospitalario de Honduras- y se nombró a fray Pedro de Anzures como Prior.
Entre 1622 y 1623 los frailes misioneros lograron asentar a los indígenas Payas, 700 pobladores en siete reductos, y bautizar alrededor de 5,000.
1662 Nace Juan de Ugarte, en la villa de Tegucigalpa, misionero de la Compañía de Jesús en México y California. Fue catedrático y evangelizador. Murió en la Misión de San Francisco Javier, el 29 de diciembre de 1730. 
1667 fray Fernando Espino y fray Pedro de Ovalle, junto al capitán Bartolomé de Escoto, obligan a los indios a salir de las montañas y selvas y los coloca en unas reducciones, con el fin de educarlos y cristianizarlos, de la misma forma se fundó San Buenaventura, en el Valle de Olancho, en 1739. Siguaté a once kilómetros de Catacamas en 1767.
1690 Se nombra Custodios de Santa Catarina Comayagua a unos padres como doctrineros, vicarios, predicadores, entendidos en lenguas mexicana y lenca.

## SigloXVIII
1714 - 1716 El franciscano Francisco Vásquez, visitó Taguzgalpa y la Tologalpa dos provincias de Honduras. Vásquez mantuvo un encuentro con los Xicaques de la localidad.
1768 - 1785 Evangelización en Honduras del misionero originario de Filadelfia Christian Frederick Post, enviado por la Sociedad para la Propagación del Evangelio en el Extranjero (SPGFP) empezando en 1768 en la costa de la Mosquitia, arribando al poblado de Río Negro primeramente.
1797, Bajo la observación de los frailes misioneros, los indígenas de la Misión establecida en Luquique, habían fabricado instrumentos de caballería, como alforjas, riendas, lazos y cabestros, para vender en las zonas aledañas.

## SigloXIX
En el presente siglo las congregaciones fundadas a partir de la Reforma de Lutero, empiezan su jornada misionera a nivel mundial, en el continente Americano, los frailes de las órdenes cristianas sienten el perseguimiento de las causas libertadoras liberales e independentistas, que ven en la Iglesia Católica una herramienta de difusión de la Monarquía; algunos de estos movimientos independentistas americanos estaban siendo en gran en parte costeados y apoyados por la Logia de Cádiz que era la similar española antimonárquica de la Logia de Londres. En las colonias de América, África y Asia. Mientras en América del Norte comienza una gran colonización de ingleses, holandeses, franceses, alemanes, escoceses, irlandeses, rusos, etc. Quienes llevan sus creencias cristianas, luteranas, calvinistas, metodistas, anglicanas, moravas, bautistas, etc. a aquellos sitios vírgenes.
1805 – 1806 fray José Antonio de Liendo y Goicoechea predicó a los Payas y logró establecer que estos, se radicaran en las reducciones de Jesús Pacura –hoy, Pacura- y San Esteban de Tonjagua –hoy, San Esteban-.
1821 Se declara la independencia de las provincias de Centroamérica, de la Corona Española y del Virreinato de Nueva España, establecido en Guatemala. Los nuevos estados ya independizados, declaran en sus constituciones que la creencia religiosa es el cristianismo, aunque con matices laicas; se declara la guerra contra las órdenes y fraternidades cristianas católicas, al verlas como un elemento de conservadurismo y lealtad hacia la monarquía española de Fernando VII de Borbón, que ve cómo su gran Imperio se reduce en gran medida. Sólo la iglesia contaba en Honduras con alrededor de 300 iglesias o Fundaciones eclesiásticas, que a la postre tuvieron que ser pasadas a poder de la administración del estado y la prohibición de las donaciones, tributos y diezmos.
1821 Fray José Nicolás Irías Midence, previamente se desempeñó como cura párroco y catedrático; cuando es nombrado vicario protempore de la Diócesis de Comayagua (Honduras), su ideología conservadora fue repudiada por los liberales, por lo que fue exiliado de Honduras, hasta su regreso en 1839. Su obra conocida fue: "Propositiones de iure naturali, Romano, Hispano atque Indico defendendae" libro sobre derecho publicado en 1801, en Guatemala.
20 de abril de 1824 Es abolida la esclavitud, tal decreto es respaldado por los cristianos católicos, metodistas y bautistas; mientras que la Iglesia Anglicana mantiene aún la legitimidad de la propiedad de los intereses coloniales.
1828, José Trinidad Reyes escribe su primera pastorela Noemí, y en 1838 escribió su Segunda Pastorela, llamada Micol. Reyes, estudio en Nicaragua, debido a la persecución liberal de sacerdotes, se tuvo que refugiar en Guatemala y de allí paso a Tegucigalpa, cuando los tiempos se encontraban en paz.
1829 El Obispo Francisco de Paula Campoy y Pérez, hace de mediador en una pequeña comunidad, situada en el territorio de Olancho, bautizada primeramente por los lugareños como "Achuluapa". A Campoy y Pérez le llegó la noticia que existía una enemistad y división comunal en dicha aldea, ya que en el lado norte estaba ocupado por los ladinos y en el lado sur por los indígenas. Campoy y Pérez decidió intervenir trasladándose a esa localidad para resolver este caso de vecindad y enemistad comunitaria; después de varias platicas, se concluyó de una forma satisfactoria para todos. El nombre del pueblo -al que llamaban los cristianos como "San Francisco Zapote"- se cambió a San Francisco de la Paz.
1839 Después de veinticuatro años de haberse fundado una Iglesia Anglicana en Belice (Honduras Británica) colonos ingleses se trasladan y fundan en Islas de la Bahía, una escuela y una iglesia anglicana. 
1844 Debido al auge de la población inglesa, se establece la Iglesia Morava en la Mosquitia, tanto nicaragüense como hondureña. 
El 19 de septiembre de 1847, el presbítero José Trinidad Reyes, inauguró la Universidad de Honduras, presidiendo el acto con el jefe de Estado Juan Lindo y el Obispo Francisco de Paula Campoy y Pérez. Reyes fue nombrado primer rector del centro universitario.
1854 a 1857 el obispo Hipólito Casiano Flores, intento la reforma del clero, ya que habiéndose declarado Honduras un estado laico se intentaba separar a la Iglesia del gobierno, en 1856, clausuró el Colegio Tridentino de Comayagua y recibió al fraile misionero Manuel de Jesús Subirana en Honduras.
1857 El misionero Manuel de Jesús Subirana originario de Vich, Cataluña llega a Honduras y comienza su obra misionera y apostólica entre La Mosquitia hondureña, evangelizando a Zambos, Payas, Misquitos, Jicaques, Toacas, Sumos caribes.
1859 - 1860 El jesuita Padre Manuel de Jesús Subirana, evangelizo a los Payas y bautizó a seiscientos nuevos creyentes,. Se fundó el pueblo de Dulce Nombre de Jesús, -Dulce Nombre de Culmí-
27 de noviembre de 1864 fallece el fraile Manuel de Jesús Subirana, en el lugar llamado “Potrero de los Olivos”, situado en la jurisdicción de Santa Cruz de Yojoa, del actual departamento de Cortés, y cumpliendo un deseo testamentario, sus restos fueron trasladados hasta la ciudad de Yoro y depositados en la iglesia de aquel lugar.
Cuando Gran Bretaña cedió las Islas de la Bahía al Estado de Honduras, la Constitución recalcaba el laicismo dentro del territorio hondureño, aunque el gobernante General José Santos Guardiola -conservador-, se reciben los primeros miembros de una comunidad evangélica en 1859, en su mayoría de la Iglesia Metodista Wesleyana. Aunque también existían miembros de la Iglesia Metodista, estos no intentaron obra misionera en el territorio continental hondureño, sino hasta 1883, que captaron a la comunidad afroamericana de los garífunas.
Con la llegada de la inmigración China, estos trajeron a Honduras su religión practicante, el Budismo; los primeros chinos se asentaron en la costa norte y luego en Tegucigalpa, debido a la afluencia comercial entre esta ciudad y San Juancito sede de la Rosario Mining Company. muchos de los chinos llegados a Honduras practican el budismo. Sobre este aspecto y otros tópicos, la antropóloga estadounidense Wendy Griffin, residente en Tegucigalpa, redactó un artículo acerca de este tema.
La Nueva Constitución de la reforma Sotista garantizaba ampliamente la libertad de cultos, es cuando C. L. Scofield, funda la primera misión bautista Centroamericana en 1890.
1890 Llegada de Palestinos a Honduras y con ellos vienen misioneros de la Iglesia Ortodoxa de Antioquia.
Los primeros misioneros de la Iglesia Adventista, llegan a Honduras en 1891. Entre los primeros misioneros adventistas se encuentran Frank y su esposa Cora, que llegaron a Islas de la Bahía, debido a que allí se habla el inglés.
En 1896 los esposos Bishop y dos señoritas llegaron a Honduras con el fin de predicar el evangelio, habían proyectado empezar en el occidente de Honduras, escogiendo la ciudad de Santa Rosa de Copán, pero tuvieron que esperar cinco semanas en llegar allí, en un pueblecito donde pernoctaron todos en una misma habitación, con los perros y ganado, enfermando por las condiciones precarias y sobre todo bajo la oposición de los curas católicos que les llamaban “anticristos”, aun así acudían personas diferentes a dicha casa, con el fin de recibir tratados. Los Bishop asesorados por Francisco Penzotti fueron a Guatemala en 1899, pero se debe a estos primeros misioneros centroamericanos el abre cursó de los cristianos evangélicos, más tarde llegaron nuevos misioneros, muchos de ellos fallecieron de fiebres y enfermedades que existían.
1898 El misionero Christopher Knapp de la Iglesia Hermanos Cristianos (la rama de “hermanos abiertos” del movimiento Hermanos de Plymouth, Inglaterra) empezó a trabajar en el área de San Pedro Sula y después de 1911, fueron dirigidos por el misionero Alfred Hockings, un agente de la Sociedad Bíblica Americana.
1899 Llegada de los otros inmigrantes Palestinos a Honduras, con ellos viene el Islam. su primer asentamiento se radicó en Puerto Cortés.
A finales del siglo XIX, se fundan Iglesias Anglicanas en La Ceiba, Puerto Cortés y Tela.
1900 Llegada de los primeros misioneros pentecostales se sabe que visitaron las Islas de la Bahía en Honduras.

## SigloXX
1902 La antigua Diócesis de Comayagua, que incluía a toda la república de Honduras, tenía una población (no incluyendo a los “indios incivilizados”) de 684.400 habitantes, la mayor parte católicos bautizados, excepto en la costa norte y en las Islas de la Bahía.
1902 Llegada de los primeros misioneros de la Iglesia Amigos o cúaqueros a Honduras. 
1912 Llegan misioneros de la Misión Centroamericana de Texas a Comayagüela, con el fin de edificar una iglesia y evangelizar. 
1916 La Diócesis de Comayagua fue reubicada y renombrada la Diócesis de Tegucigalpa, elevándose a Arquidiócesis bajo la administración del arzobispo Santiago María Martínez y Cabañas (1842-1921).
1918 Llegada de los primeros Misioneros de la Sociedad Misionera Doméstica de la Iglesia Bautista; pero no es hasta 1946 que formalmente comienzan la obra denominacional en la localidad de Banquito, aunque la primera Iglesia Bautista no fue fundada en Banquito sino en Choluteca en 1946. Con la llegada del misionero Guillermo Webb se fundaron otras sedes en Comayagüela, San Marcos, La laguna y San Judas. 
1919 El misionero Alfred Hockings, se afilió a la Christian Missions in Many Lands en la que se mantuvo en el ministerio activo con los Hermanos Cristianos en Honduras hasta su muerte en 1978.
1920 Arriban los primeros misioneros de la Iglesia Reformada Evangélica.
1926 Las Iglesias Adventistas de Honduras, Guatemala y El Salvador, se separan de la sede principal Unión Azteca Adventista, para formar Unión Centroamericana, con sede en la ciudad de San José, Costa Rica,, afiliada a la Conferencia General de Adventistas del Séptimo Día tiene más de 90 misiones y 55 iglesias en el país, la mayoría concentradas en la costa norte. En Valle de Ángeles se fundó el Hospital Adventista de Honduras.
1929 Es publicado por la Editorial Turnhout de Bélgica el “Devocionario Cristiano Popular", escrito en Santa Bárbara en 1924, por el obispo Ángel María Navarro, quien además escribió: "Catecismo de la Doctrina Cristiana" (1915). (5 ediciones), "Modo Práctico de Rezar el Santo Rosario" (1916). (8 Ediciones) y Dos Cartas Pastorales.
1930 Misioneros de la Iglesia Morava. Llegan a Honduras fundando sedes en Brus Laguna, Kaurkira y Cocobila. Puerto Lempira y Ahuas.
1930 Las Iglesias metodistas con tomadas por una nueva agencia de misiones de los Estados Unidos de América, la Iglesia Episcopal Metodista Africana.
1931 Llegada a Honduras del misionero canadiense Frederick Mebius, de la Iglesia Pentecostal independiente, Mebius previamente trabajaba en El Salvador desde 1904.
1937 Llega a Honduras el misionero Perry Dyamond de la Iglesia Pentecostal. Por medio de la Iglesia Asambleas de Dios que ya estaba estacionada en El Salvador.
1944 Los misioneros de la Iglesia de Dios Fred Litton y Lucille Litton viajan a Roatán y Utila a hacer avivamiento, fundándose la primera iglesia en Coxe Hole el 30 de abril de 1945.
1944 Misioneros de la Misión Mundial Cospel (enseñanza evangélica) se establecen en Tegucigalpa, Honduras, liderada por la california Yearly Meeting of Friends. Seguidamente son establecidas misiones de la Youth Renewal Association.
1945 Llegada a Honduras de los primeros misioneros de la iglesia Testigos de Jehová.
1946 Establecimiento y organización de la CONIBAH Comisión Nacional de Iglesias Bautistas de Honduras.
1947 El trabajo de los anglicanos en Honduras es transferido a la jurisdicción estadounidense, finalmente convirtiéndose en un distrito misionero de la Iglesia Episcopal, con sede en la Zona del Canal de Panamá.
1947 - 1948  Debido a la dictadura del régimen del doctor y general Tiburcio Carías Andino y la presión de la Arquidiócesis de Tegucigalpa, la comunidad Garífuna, católica en su mayoría desde principios del siglo XIX, ha tenido que dejar sus costumbres y ritos y cambiarlos al cristianismo.
1948 El nuncio apostólico de la Santa Sede en Honduras, Federico Lunardi, publica su obra de investigación realizada en el país “Los Hicaques modernos, Torrupán”, de la colección Honduras Maya.
1949 La Misión de los Hermanos Unidos en Cristo (MHUC) llega a la costa del Caribe de Honduras.
14 de octubre de 1949 Establecimiento de la Iglesia Bautista en Comayagüela, D.C. a manos de Claudio Montes un carpintero, ebanista y miembro de la Primera Iglesia Bautista de León, Nicaragua.
1950 Establecimiento de los primeros misioneros de la Iglesia Menonita.
1950 La Comunidad Judía en Tegucigalpa, presidida por Helmut Seidel, solicitaron la construcción de una sinagoga, la respuesta no tuvo buenos resultados y más tarde se organizó la sociedad judía en la ciudad de San Pedro Sula, donde sí hubo un permiso para establecer y construir una sinagoga propia.
1951 Establecimiento de los primeros misioneros de la Iglesia Bautista Conservadora.
1951 Establecimiento de la Sociedad Misionera Doméstica Bautista Conservadora, el cual creció llegando a tener, en 1978, 66 iglesias y 1.470 miembros a lo largo de la costa del Caribe.
1952 Llegada de los misioneros de La Iglesia Internacional del Evangelio Cuadrangular “La Cosecha” empezó su trabajo en Honduras, Edwin Vurney y Bonita Vurney. Se hicieron esfuerzos evangélicos en la ciudad capital y en los departamentos de Cortés, La Paz, Santa Bárbara y Valle y luego en la capital Tegucigalpa.
1954 Los misioneros bautistas Hurst y Ratliff llegaron desde Guatemala con el fin de fundar iglesias en Honduras, surgiendo así la de Tegucigalpa y Choluteca. Es allí que surgió el primer líder bautista hondureño Inocente Maldonado.
1954 El obispo y constructor de catedrales José de la Cruz Turcios y Barahona, coloca la primera piedra, de la que hoy es la Basílica de Suyapa en la ciudad de Tegucigalpa, M.D.C.

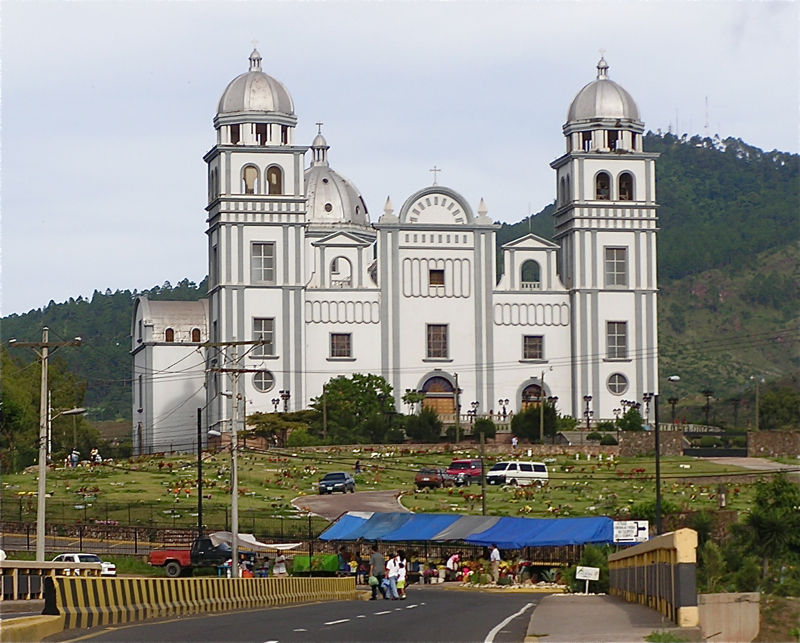
Basílica de Notre Dame de Suyapa en Tegucigalpa.

1958 Aparición de La Alianza Evangélica de Honduras (AEH), pero fue más fuerte al inicio de la década de los sesenta que las campañas de evangelismo dieron frutos de crecimiento.
1960 Llegada de los misioneros de la Iglesia Pentecostal Príncipe de Paz, fundada en la ciudad de Guatemala por José María Muñoz en 1956; en Honduras tuvo gran aceptación y rápido crecimiento en 1970 se incrementó a alrededor de 50 iglesias en 1974 a 125 en 1979.
28 de junio de 1960 La Iglesia Bautista de Nazaret de Choluteca, se organiza oficialmente como iglesia.
1961 El misionero bautista H. Hurst es el primero en fundar un programa en la televisión en Tegucigalpa.
1963 Fundación de la Iglesia Ortodoxa de Antioquia San Juan el Bautista, fundada en San Pedro Sula y compuesta por árabes palestinos, la comunidad tenía un total de 1.149 personas en 1986.

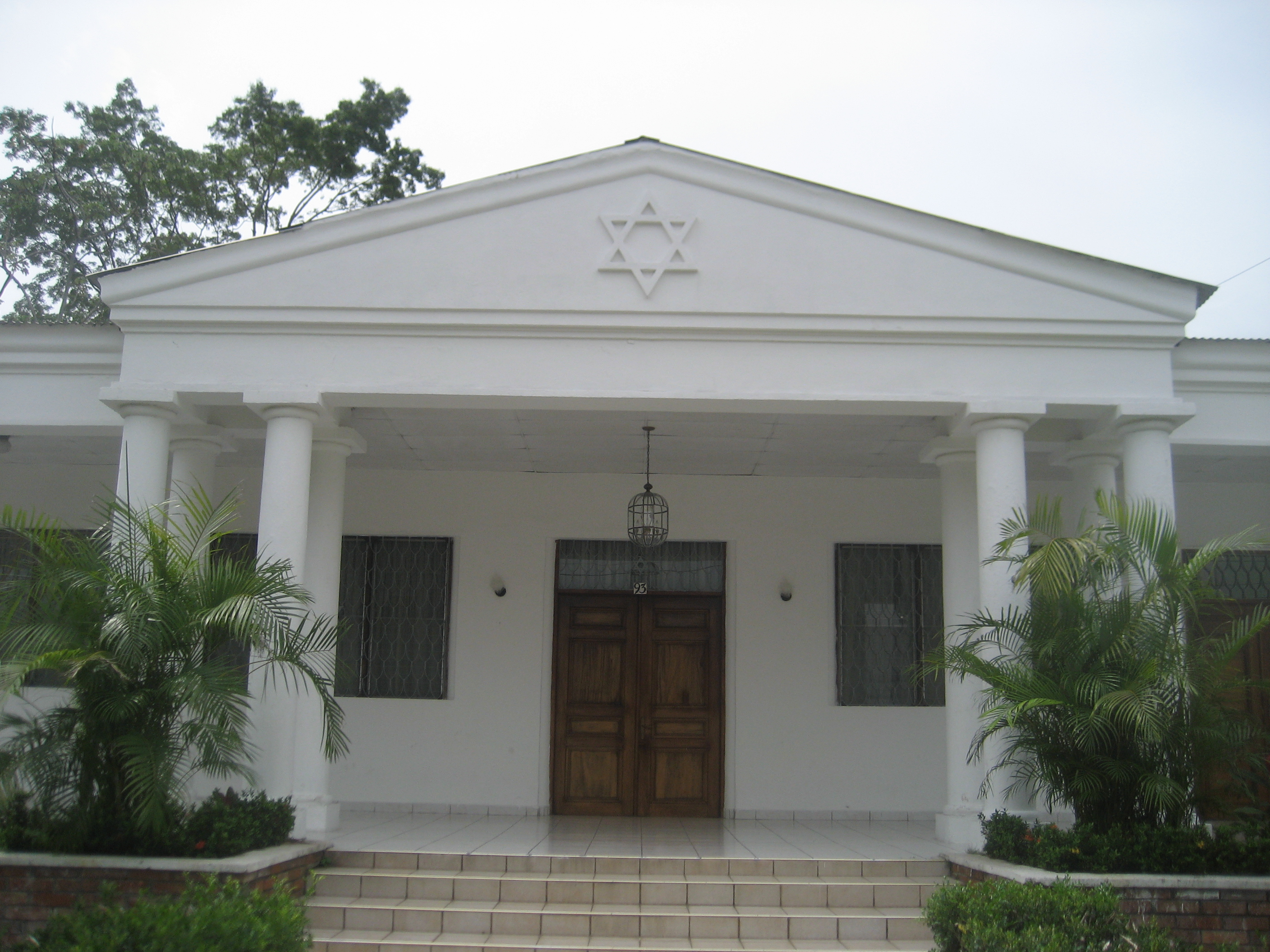
Sinagoga Judía Maguen David en San Pedro Sula.

1964 El misionero jesuita estadounidense John Fisher "Juanito", es autorizado por el arzobispo Héctor Enrique Santos Hernández, para dar clases en la Universidad Nacional Autónoma de Honduras, sin sotana.
1966 El Movimiento Gnóstico Cristiano Universal de Honduras (MGCUH) recibe el acuerdo n.º 58, de fecha 7 de noviembre de 1966, en el cual se le otorga la personería jurídica emitido por el Ministerio de Gobernación y Justicia de Honduras para obrar en el país. 
1968 Fundación en Honduras de la primera Iglesia La Luz del Mundo, por misioneros de esta iglesia de Chiapas, México.
1970 Los esposos Eduardo King y Gloria King miembros de la Iglesia Menonita de Bolivia, llegan a Honduras, con el fin de comenzar la carrera misionera.
1970 Aparece el Movimiento de Renovación Carismática Católica en Honduras. Difiere sumamente de la Iglesia Católica moderada y se inclina hacia lo pentecostal y de cristianismo renovado, rápidamente en las grandes ciudades va tomando empuje y aceptación de cientos de miembros.
1972 Aparición de la Iglesia Cristiana Vida Abundante (Abundant Life Christian Church) fundada primeramente por misioneros en Tegucigalpa, esta iglesia estuvo activa mediante miembros de la Iglesia Amigos o Cuáqueros (Quakers) y de allí se extendió al occidente de Honduras, a los departamentos de Ocotepeque, Lempira y Copán.
1974 Tras el paso del Huracán Fifi-Orlane, es organizado el Comité Evangélico de Emergencia Nacional CEDEN, con el fin de dar alivio y apoyo a los lugares y personas damnificadas.
1974 Los esposos Justo Gonzáles y Luisa, matrimonio de origen cubano, miembros de la Iglesia Menonita, y auspiciados por Ana María Yoder, organizan un seminario cristiano en Tegucigalpa.
1975 Un estudio realizado en la capital Tegucigalpa y el Departamento de Francisco Morazán, refleja lo siguiente: Que en Tegucigalpa existen 17 Iglesias Católicas y 39 (Salas Protestantes) Iglesias evangélicas y otras nominaciones; en cuanto al departamento de Francisco Morazán en su total existen: 29 Iglesias Católicas y 46 (Salas Protestantes) Iglesias evangélicas y otras denominaciones.
1978 Aparece la Brigada Asociada de Amor Cristiano en Honduras, liderada por el pastor cubano Mario Fumero, quien trabaja en obras misioneras en Tegucigalpa desde 1971. La Brigada en sus primeros días captó a más de 500 miembros.
1978 Es fundada la Iglesia El Centro Cristiano de Renovación Carismática El Cenáculo, pastoreada por Fernando Nieto, su aceptación reportó 410 miembros en ese año; esta iglesia está afiliada a las Asambleas de Dios de Estados Unidos de América (Assemblies of God).
1978 Llegada de la misionera estadounidense Ollie Francis Harris, con apoyo de la Iglesia Riverside de Atlanta, Georgia, con el fin de continuar su misión evangelizadora. Harris había estado desde 1958 en Belice, construyendo la obra de Dios; en Honduras Harris adoptó dos niños Joseph y Benjamín quienes se fueron con ella a Estados Unidos, una vez terminada la obra.
1978 Aparecen los Grupos de Amor Viviente o “Living Love Groups” en Honduras,  liderados por el misionero Edward King, este grupo se encuentra afiliada a las Misiones de Caridad Menonitas del Este (Eastern Mennonite Board of Missions and Charities) la afiliación contaba con 700 personas. Luego fue difundiéndose en San Pedro Sula (1978), La Ceiba (1978), Tegucigalpa (1978), Danlí (1979), Choluteca (1979), Santa Rosa de Copán (1980). De aquí salió el pastor René Peñalba en 1980 quien lideraría “Amor Viviente” en Tegucigalpa.
1979 La Iglesia Morava Hondureña se independiza de la estadounidense.

### Década conflictiva 1980 - 1989
La década de los ochenta fue de conflictos armados, tanto para los países Centroamericanos, como en especial para Honduras que se convierte en aliado estadounidense y de los Contras Antisandinistas Marxistas que gobiernan en Nicaragua y asimismo aliado de las Fuerzas Armadas Salvadoreñas, en su lucha contra las Guerrillas de Izquierda FMLN. En 1982 la democracia volvió a ejercer en los caminos de la política hondureña, con ello se dejaban casi veinte años de gobiernos militares asociados y bajo los influjos de los Estados Unidos de América, muchos de esos oficiales militares eran de una fuerte convicción nacional y conservadora, alimentada con ideología anticomunista –por la Guerra fría-, antisocial en cuanto a manifestaciones públicas y enmarañada en el oscurantismo, cacicazgo y compadrazgo. Con la llegada del doctor Roberto Suazo Córdova, -liberal- los hondureños creyeron al fin salir de una hegemonía verde olivo, no fue así, ya que también llegó el general Gustavo Adolfo Álvarez Martínez, que fomento el aparecimiento del Batallón 3-16, comandos de la muerte reclutados con el fin de desaparecer a cualquiera que estuviese en una lista negra, ya fuese sacerdote, político, pastor, empresario, estudiante, obrero, etc.
1980 La comunidad Garífuna hondureña, recibe los primeros misioneros de la Iglesia Testigos de Jehová, Iglesia Bautista, etc. A diferencia de los “nuevos cristianos” (aproximados el 3%) que siguen al pie de la letra las recomendaciones de sus pastores, los garífunas católicos conservan su propia cultura y algunas creencias y ritos de la religión Caribe.
1980 Se establece en Honduras la Congregación Ultra católica Opus Dei.
1980 Se establecen en Honduras los Encuentros de Promoción Juvenil o Emproistas Franciscanos Católicos.
1980 - 1981 Hubo una represión contra la Diócesis de Santa Rosa de Copán, de cuya jurisdicción estaba Colomoncagua, sede de los refugiados salvadoreños por la guerra civil de aquel país, se había asesinado a dos promotores de la ONG Caritas que trabajaban con aquellos y no había por parte de la justicia hondureña, claro motivo para esclarecer y llevar a los tribunales a los hechores, la Iglesia Católica el 11 de diciembre de 1981 difundió una amplia condena a tal atentado.
1980 - 1984 Provenientes con soldados estadounidenses, misioneros de Herrnhuter, se abren camino en la Mosquitía, tanto hondureña como nicaragüense, asistidos con la Contra, luchando contra el sandinismo. En 1983 el líder de los misioneros manifestó Que: “La congregación reconoce y apoya la revolución sandinista… y está dispuesta a colaborar en armonía con el gobierno por la reconstrucción nacional.”
1980 - 1985 Misioneros holandeses mormones, integrantes de la Cooperación Europea Centroamericana CEC comienzan con las captaciones desde Belice (Honduras Británica), la costa norte de Honduras y de Nicaragua. los mormones en su principio tuvieron problemas con los garífunas, como también la mayoría de Iglesias Independientes evangélicas y fundamentalistas.
1981 Se establecen en Honduras, los Encuentros matrimoniales de la Iglesia Católica, con el fin de que las parejas por casarse y casadas, establezcan lazos de convivencia social y religiosa.
1981 A través de la radio se escuchan los programas reflexivo cristianos Un Mensaje a la conciencia en la voz del pastor El Hermano Pablo.
20 de marzo de 1982 Sor Irma Dubón, coordinadora de CARITAS de la Diócesis de Santa Rosa de Copán, confirmó que el día anterior desapareció misteriosamente el promotor de esa agencia Macario Ramírez Rodríguez, en la aldea El Carrizal, Municipio de La Virtud, departamento de Lempira.
21 de abril de 1982 Se declara desaparecido Donaldo Flores Sevilla, de 27 años de edad, miembro de la Iglesia Testigo de Jehová. Flores Sevilla fue buscado por familiares, amigos y compañeros en postas policiales, hospitales, batallones sin rastro alguno.
3 de mayo de 1982 La señora Adilia Mejía de Villalobos, envía solicitud al presidente de la república doctor Roberto Suazo Córdova, para que le ayude en la búsqueda de su esposo, el celebrador de la palabra de Dios, señor Adrián Alfonso Villalobos, desaparecido en Catacamas Olancho.
1983 Comienza a funcionar en Honduras la Christian Broadcasting Network de Pat Robertson, con su programa estrella el The 700 Club.
1983? Posible año en que es desaparecido (asesinado) el padre jesuita James Francis  Carney conocido como "Guadalupe", por miembros del Escuadrón de la muerte Batallón 3-16, la versión está en investigación.
1984 Comienzan a difundirse por Canal 5, el programa dominical del Pastor Jimmy Swaggart.
1985 La Misión Centroamericana o Central American Mission CAM reportó 154 iglesias y 21 centros de predicación con 8.130 miembros, afiliados con la Asociación de Iglesias Centroamericanas de Honduras. La Iglesia Misionera Hermanos Cristianos en este año reportaron 164 congregaciones y cerca de 15.000 miembros. La Asociación de la Iglesia Amigos reportó 61 congregaciones con solo 1.185 miembros. La Iglesia de Dios de Honduras y con sede principal en Cleveland, Tennessee, reporta 371 iglesias con cerca de 14.000 miembros. La Iglesia Príncipe de Paz reportó 143 pequeñas iglesias y cerca de 2.000 miembros.
1986 La Iglesia Cristiana Evangélica Centroamericana BETHEL, organiza los primeros retiros para jóvenes cristianos ICHTUS. En el mismo año, la Iglesia empieza a transmitir los primeros programas radiales cristianos a través de la Radio Manantial (desaparecida) propiedad del señor Rolando Bueso en Santa Rosa de Copán.
1986 La Misión de los Hermanos Unidos en Cristo (MHUC) cuenta con 34 iglesias, ocho misiones y 1.677 miembros.
1988 Por motivos de la guerra civil en Nicaragua, los refugiados nicaragüenses establecidos en los campamentos de Teupasenti, Jacaleapa y alrededores de la ciudad de Danlí en el departamento de El Paraíso. Son atendidos tanto por las fundaciones ONG’S: CARITAS, WOLD VISION, ACNUR, SAVE THE CHILDREN, WORLD RELIEF, LIGHTHOUSE MINISTRIES, etc. Mostrándose una actitud verdaderamente cristiana de parte de las iglesias católica y evangélica, asimismo con participación de voluntarios de la Cruz Roja Hondureña.
1988 La Iglesia Evangélica Amor Viviente envía a la primera pareja hondureña a retiros misioneros a Miami, Estados Unidos y Alajuela, Costa Rica.
1990 Son transmitidos los programas católicos televisivos Lumen 2000 por el canal 5.
1990 La Iglesia Asambleas de Dios, establece la fundación del Grupo juvenil Scouts del Reino. Cuentan con una membresía de 18 mil personas y 325 iglesias organizadas.
1993 Es nombrado como Arzobispo de Tegucigalpa, a Óscar Andrés Rodríguez Maradiaga, S.D.B. (nació en 1942, se hizo obispo en 1978 y cardenal en 2001); él fue ordenado sacerdote en la orden Salesiana de San Juan Bosco en 1970. El Arzobispo Rodríguez es Cardenal Titular de la Iglesia de Santa María della Speranza en Tegucigalpa y presidente de CARITAS INTERNACIONAL, Directivo de CELAM y miembro de la Junta de Gobierno de la Santa Sede, que dirige el pontífice Francisco.
1993 La Voz Evangélica Betel o Radio Betel FM de Santa Rosa de Copán, es fundada y sale al aire un 8 de octubre de ese año. 
1993 Los Misioneros estadounidenses Trinitarios de la Iglesia Católica, comienzan con su obra de reclutamiento de jóvenes para su causa.
1998 Transmisiones del programa evangélico televisivo chileno Enlace TBN.
1999 Fundación del Centro Cristiano Internacional (CCI) siendo René Peñalba el presidente Fundador con sede en Colonia El Trapiche, Tegucigalpa; bajo la Red Misionera Global CCI.
2000 En este año, existían 41 congregaciones episcopales (iglesias y misiones) en Honduras, con alrededor de 2900 miembros. La Misión Adventista cuenta con 100 iglesias y 22.200 miembros. La Iglesia Asambleas de Dios celebra su 60 aniversario en Honduras y reporta la cantidad 700 iglesias, además de 320, centros de predicación; habiendo en total 1.050 pastores nacionales y 90.285 adherentes (con cerca de 30.000 miembros bautizados).

## SigloXXI
2003 Se estima que en Honduras existen alrededor de 20,000 miembros de la Iglesia de Testigos de Jehová.
13 de agosto de 2004 fundación de la Universidad Cristiana de Honduras (UCRISH), mediante dirección del Ministerio La Cosecha, de San Pedro Sula, Cortés.
2005 Arriba a Honduras y procedente de Brasil el pastor Oscar Barbosa, nacido en la localidad de Cornelio, del Estado de Paraná en Brasil, afincándose en el Municipio de Olanchito, Yoro y fundando su Iglesia Congregación Cristiana en Honduras.
2005 Un recuento de datos sobre población creyente en Honduras refleja lo siguiente:
| Iglesia                                        | Presencia en Honduras                   |
| Misión de los Hermanos Unidos en Cristo (MHUC) | 67 iglesias y 2.880 miembros.           |
| Iglesia Metodista                              | 750 miembros y cuenta con 12 iglesias.  |
| Iglesia Bautista                               | 82 iglesias y 4.550 miembros.           |
| Iglesia Bautista Congregacional                | 190 iglesias y 3.960 miembros.          |
| Iglesia de Dios                                | 690 iglesias con 21.200 miembros.       |
| Iglesia de Dios del Evangelio Completo         | s.d.                                    |
| Asociación Iglesia Príncipe de Paz             | 210 iglesias y 15.200 miembros.         |
| Testigos de Jehová                             | 231 congregaciones y 15.716 seguidores. |

De acuerdo a los datos estimados de Peter Brierly en el presente año, las denominaciones más grandes entre los protestantes de “Iglesias Separatistas” eran:
| Iglesia                                                 | Presencia en Honduras          |
| Iglesia Morava                                          | 110 iglesias y 9.620 miembros  |
| Convención Bautista                                     | 100 iglesias y 7.830 miembros  |
| Asociación Bautista Bíblica                             | 58 iglesias y 6.600 miembros   |
| Asociación Bautista de la Mosquitia                     | 110 iglesias y 5.620 miembros  |
| Iglesia Menonita Evangélica                             | 100 iglesias y 3.710 miembros  |
| Iglesia Reformada Evangélica                            | 100 iglesias y 2.610 miembros  |
| Iglesia Pentecostés Unida Internacional                 | 220 iglesias y 13.400 miembros |
| Iglesia Filadelfia (originaria de Suecia)               | 130 iglesias y 7.090 miembros  |
| Iglesia de Dios de la Profecía                          | 230 iglesias y 6.410 miembros  |
| Centro para la Formación Cristiana                      | 19 iglesias y 6.470 miembros   |
| Iglesias de la Gran Comisión                            | 110 iglesias y 5.500 miembros  |
| Misión CRistiana Elim                                   | 59 iglesias y 4.460 miembros   |
| Iglesia de Dios Pensecostal (originaria de Puerto Rico) | 170 iglesias y 4.200 miembros  |
| Iglesia Amor Viviente                                   | 29 iglesias y 4.350 miembros   |
| Iglesia Congregacional de Santidad                      | 200 iglesias y 3.680 miembros  |
| Iglesia Cruzada del Evangelio de Honduras               | 200 iglesias (s.d. miembros)   |
| Varias docenas de grupos pequeños                       | menos de 3.000 miembros.       |

2006 La Iglesia Cuadrangular o Ministerio Internacional La Cosecha de San Pedro Sula, conocida como “la iglesia evangélica más grande de Honduras”, con 20.000 asistentes por semana, dirigida por el pastor Misael Argeñal. En este año se contabilizó 20.000 “conversiones a Cristo”, 13.000 bautizos en agua, y se estableció 17 nuevas iglesias. Había un total de 250 iglesias cuadrangulares con 57.000 miembros.
2007 La Iglesia de Jesucristo de los Santos de los Últimos Días o (Mormones de Utah) reportaron en Honduras, 220 congregaciones y 125.606 adherentes.
2009 Trabajos misioneros del fraile John Donaghy (Juancito), en Santa Rosa de Copán, Dulce Nombre en Honduras, antes “Juancito” trabajó desde 2005 en Suchitoto en la república de El Salvador.

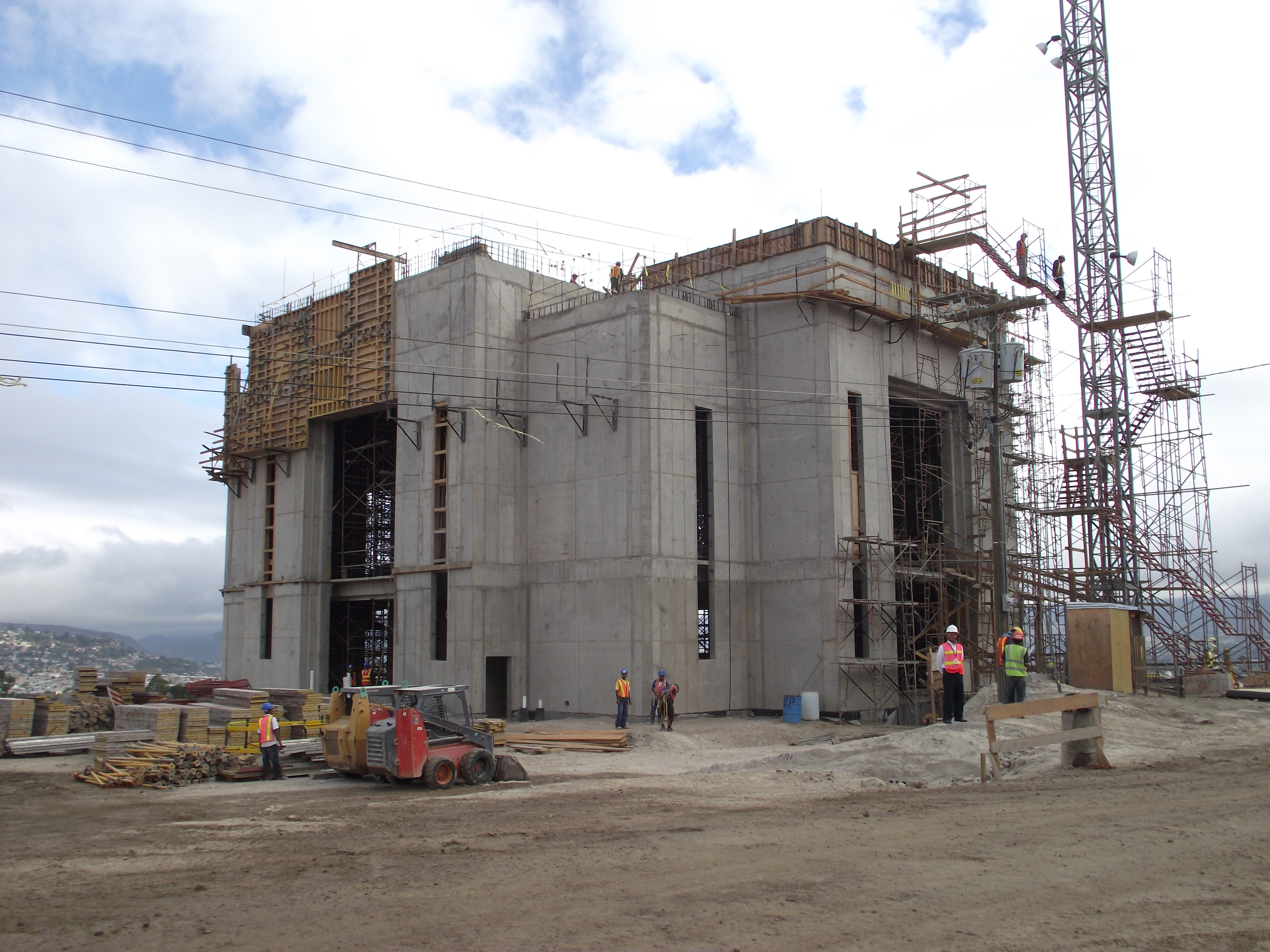
Construcción en 2011 del Templo de la Iglesia de Jesucristo de los Santos de los Últimos Días (Mormones) en Tegucigalpa.

2013 Asesinato del Predicador evangélico José Eduardo Mejía, pastor de la Iglesia Dios es Amor de Santa Rosa de Copán; fue secuestrado en la ciudad y llevado a las cercanías El Salitrillo, una aldea circunvecina, donde le dieron muerte.
2015 La Iglesia JW o Testigos de Jehová, apunta que en Honduras cuenta con 400 iglesias.

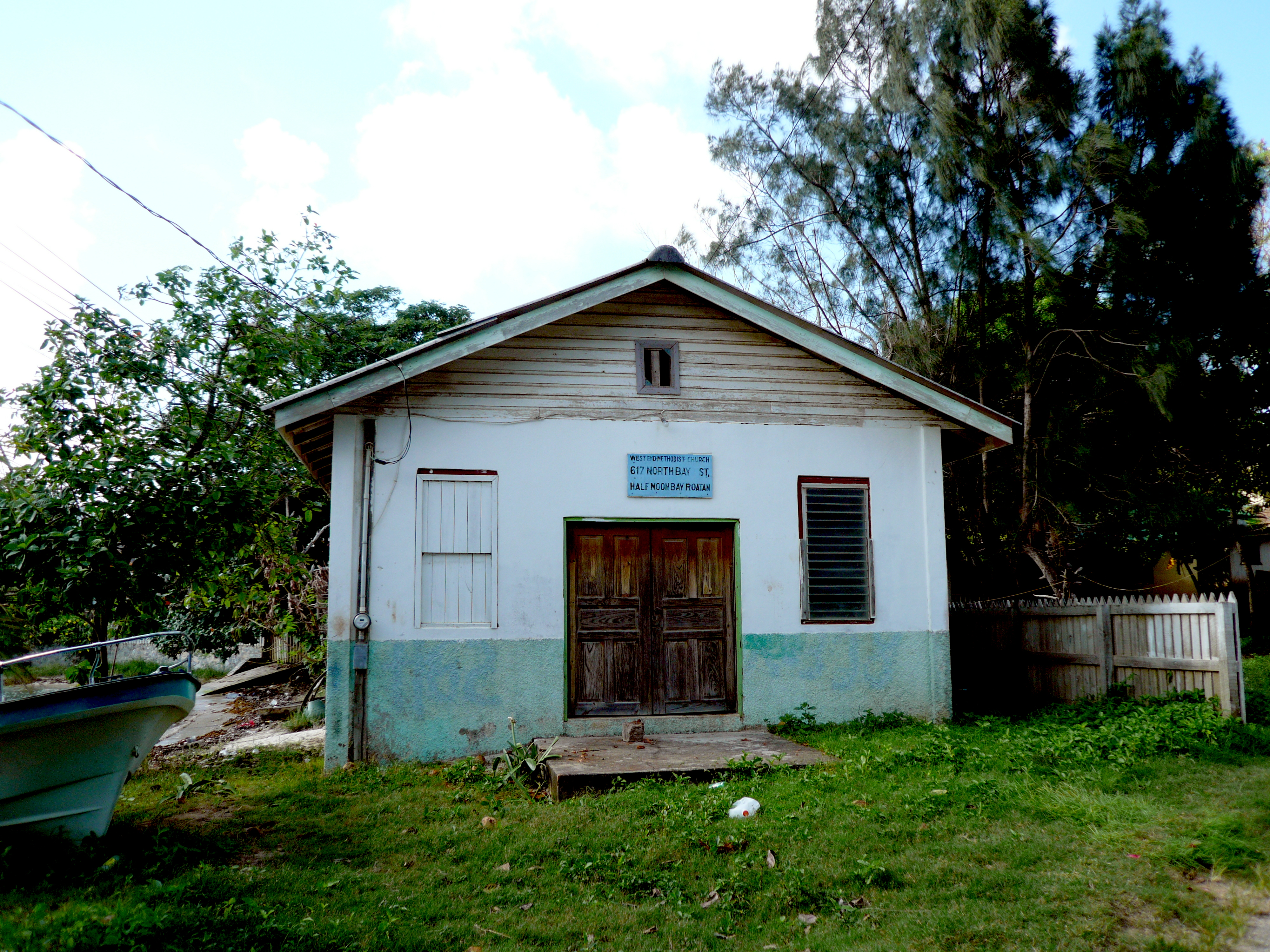
Iglesia Metodista en Roatán, Islas de la Bahía.

## Datos
Porcentajes de crecimiento de adeptos en Honduras:  
| Registros   | Presencia en Honduras |
| Década 1950 | Católicos 95%, Protestantes 5% |
| Década 1970 | Católicos 2413, 94.5%; Protestantes 64, 2.5% |
| Año 1980    | Católicos 3367, 93.7%; Protestantes 106, 3.0% |
| Año 1984    | Católicos 4065, 96.0% Protestantes 4.0% |
| Año 1986    | El movimiento protestante en Honduras incluía un estimado de 2.644 iglesias y 645 misiones, para un total de 3.289 congregaciones. Se reportó en total una membresía de 149.313 con una comunidad protestante estimada en 450.000, o cerca del 11.7 por ciento de la población nacional de 3.838.031 personas |
| Año 1997    | Católicos 63%, Protestantes 30%. |
| Año 2007    | Católicos 47%, Protestantes 36%, sin definirse/sin religión 17% |
| Año 2008    | Católicos 85%, protestantes 10%. |

## Glosario
- Antitrinitaria: Dícese de los seguidores de la antítesis de la Trinidad cristiana, Padre, Hijo y Espíritu Santo.
- Asambleas de Dios: Iglesia fundada por Eudorus N. Bell el 12 de abril de 1914 en Hotsring, Arkansas, Estados Unidos de América.
- Élder: Grado del sacerdocio mormón. Designación para un misionero mormón (hombre), las mujeres pueden ser hermanas misioneras, pero, sin que puedan ser élder.
- GRUJUX: Grupos Juveniles Cristianos Católicos Internacional.
- Iglesia Filadelfia: Fundada en Francia alrededor del año 1950, es una iglesia pentecostal de advenimiento que habla de la llegada del Apocalipsis.
- Jehovismo: Designación de las sectas que veneran a Jehová, caracterizadas por un gran número de rasgos comunes y algunos diferentes. Los Testigos de Jehová, constituyen la principal de estas organizaciones jehovistas.
- Libro de Mormón: Libro similar a la Biblia, usado por los mormones. El libro de mormón o del profeta Moroni está basado en las tablas encontradas por Joseph Smith en un bosque.
- Mormones o Iglesia de Jesucristo de los Santos de los últimos días: Iglesia fundada el 6 de abril de 1830 en Fayette, Nueva York, por Joseph Smith (Vermont 1805-27 de junio de 1844, Illinois), su sede principal se encuentra en Salt Lake city, Estados Unidos de América.
- Secta: es el conjunto de seguidores de una doctrina religiosa o ideológica concreta.
- Watchtower o Atalaya: Revista de difusión de los Testigos de Jehová, similar a la Despertar.